# Меррілл (Айова)
Меррілл (англ. Merrill) — місто (англ. city) в США, в окрузі Плімут штату Айова. Населення — 717 осіб (2020).

## Географія
Меррілл розташований за координатами 42°43′14″ пн. ш. 96°15′9″ зх. д. / 42.72056° пн. ш. 96.25250° зх. д. (42.720551, -96.252491).  За даними Бюро перепису населення США в 2010 році місто мало площу 1,47 км², уся площа — суходіл.

## Демографія
Згідно з переписом 2010 року, у місті мешкало 755 осіб у 304 домогосподарствах у складі 212 родин. Густота населення становила 515 осіб/км².  Було 317 помешкань (216/км²).
Расовий склад населення:
| - 97,9 % — білих - 0,7 % — корінних американців - 0,5 % — азіатів |

До двох чи більше рас належало 0,9 %. Частка іспаномовних становила 0,9 % від усіх жителів.
За віковим діапазоном населення розподілялося таким чином: 26,1 % — особи молодші 18 років, 58,0 % — особи у віці 18—64 років, 15,9 % — особи у віці 65 років та старші. Медіана віку мешканця становила 39,7 року. На 100 осіб жіночої статі у місті припадало 109,1 чоловіків;  на 100 жінок у віці від 18 років та старших — 101,4 чоловіків також старших 18 років.
Середній дохід на одне домашнє господарство  становив 61 722 долари США (медіана — 52 500), а середній дохід на одну сім'ю — 69 867 доларів (медіана — 65 417). Медіана доходів становила 45 238 доларів для чоловіків та 40 761 долар для жінок. За межею бідності перебувало 9,6 % осіб, у тому числі 19,0 % дітей у віці до 18 років та 4,0 % осіб у віці 65 років та старших.
Цивільне працевлаштоване населення становило 464 особи. Основні галузі зайнятості: виробництво — 24,6 %, освіта, охорона здоров'я та соціальна допомога — 20,5 %, роздрібна торгівля — 14,4 %, транспорт — 8,8 %.